# 小山龍三
小山 龍三（こやま りゅうぞう、1908年2月20日 - 1984年7月26日）は、日本の実業家。中日新聞社社主。
養父は中日新聞の前身の1紙である名古屋新聞を経営した元衆議院議長の小山松寿。氏名に関しては「小山 竜三」表記もみられる。

## 経歴
1908年（明治41年）に判事・平井出嘉久松の五男として長野県北佐久郡小諸町（現在の小諸市）で出生。実父の転勤により中国地方で育ち、旧制浜田中学、旧制松江高等学校を経て1932年（昭和7年）に東京帝国大学法学部英法学科を卒業する。電通を経て1934年（昭和9年）に同郷の小山松寿が経営する名古屋新聞社に入社、経理・販売部門に在職し、婿養子として小山家に迎えられた。
名古屋新聞は創刊当初から大島宇吉が率いる新愛知と地方紙同士で激しく競合しており、1936年（昭和11年）には新愛知が現在の中日ドラゴンズに連なる職業野球チームの名古屋軍（大日本野球連盟名古屋協会）を設立したことに対抗して名古屋金鯱軍（名古屋野球倶楽部）を発足させたが、龍三は金鯱軍の監査役として球団運営に携わっている。1942年（昭和17年）、名古屋新聞は戦時下の新聞統制に伴い新愛知と合併することになり新たに中部日本新聞社が発足、新愛知社長の大島一郎（宇吉の孫）が社長となり龍三は副社長に就任する。
1945年（昭和20年）11月、戦争協力への責任を理由に副社長を辞任。社長を退いた大島一郎と共に社主となったのち顧問に就いていたが、相談役を経て1952年（昭和27年）にドラゴンズのオーナーへ就任する。1958年（昭和33年）より中部日本新聞社長に就任し、1961年（昭和36年）12月に大島一郎と共同で代表取締役社主となった。この間、中部日本放送や中日スタヂアム取締役を兼務し、さなげカントリークラブおよび中日カントリークラブ理事長、愛知県スキー連盟会長などのスポーツ振興活動、中日文化センター理事長や愛知県図書館協会会長など地域の文化活動においても要職を務める。
1984年（昭和59年）7月26日、東京の国立がんセンター病院で死去。享年77（満76歳没）。

## 家族
妻の小山千鶴子は小山松寿の長女、元中日新聞社副社長の小山勇は養子。
中日新聞社相談役、ドラゴンズ球団オーナー兼社長を歴任した小山武夫は養弟（小山松寿の次女の夫）。